# (634) Ute
(634) Ute ist ein Asteroid des Hauptgürtels, der am 12. Mai 1907 vom deutschen Astronomen August Kopff in Heidelberg entdeckt wurde. 
Der Asteroid wurde nach einer Freundin des Entdeckers benannt.